# Strada statale 184 delle Gambarie
La strada statale 184 delle Gambarie (SS 184), è una strada statale italiana che collega Gallico, nella periferia a nord di Reggio Calabria, con Gambarie.

## Storia
La strada statale 184 venne istituita nel 1953 con il seguente percorso: "Innesto con la SS. n. 18 presso Gallico Marina - Laganadi - Santo Stefano in Aspromonte - Le Gambarie."
Dal 1981 è in corso di costruzione una variante a scorrimento veloce che dovrebbe ridurre notevolmente i tempi di percorrenza e consentire l'uscita dall'isolamento territoriale degli abitanti dei comuni interessati.
In seguito al decreto legislativo n. 112 del 1998, dal 2002 la gestione è passata dall'ANAS alla Regione Calabria, che ha provveduto al trasferimento dell'infrastruttura al demanio della Provincia di Reggio Calabria.
Nel 2005 viene aperto al traffico il primo tratto della variante compreso tra lo svincolo autostradale di Gallico ed il km 5,6; nel 2009 apre al traffico la restante tratta in variante fino a Mulini di Calanna. L'intera tratta in variante è stata provvisoriamente classificata da ANAS come NSA281.
Nel 2021, nell'ambito della seconda tranche dell'operazione "Rientro strade" il tratto da Mulini di Calanna a Gambarie, precedentemente a gestione provinciale, torna ad essere di competenza dell'ANAS.

## Percorso
La strada ha origine dalla strada statale 18 Tirrena Inferiore nella zona di Gallico Marina. Superata l'A2 del Mediterraneo, raggiunge Gallico e prosegue per Sambatello, arrivando a costeggiare la fiumara Gallico.
Attraversatone il letto, la strada raggiunge il bivio per Calanna, attraversando poi nel suo percorso di addentramento nell'entroterra montuoso i comuni di Laganadi, Sant'Alessio in Aspromonte e Santo Stefano in Aspromonte, prima di raggiungere Gambarie dove il tracciato si innesta sulla strada statale 183 Aspromonte-Jonio.
In origine la sua lunghezza era di 31,833 km ed il suo km 0 si trovava all'intersezione tra la SS18 e via Casa Savoia. Nel 1958 ai sensi della legge 126/1958 il tratto del vecchio tracciato dal km 0 al km 1,9 è stato dismesso e consegnato al comune di Reggio Calabria. Nel 2021, in concomitanza con il riordino della segnaletica stradale lungo la tratta, la sua lunghezza è scesa a 29,164 km avendo inglobato la nuova tratta in variante, con il km 0 posto all'altezza della rotatoria dello svincolo autostradale di Gallico.

## Tratta in variante
I lavori della costruzione della variante sono stati divisi in 3 lotti:
Primo lotto: dallo svincolo di Gallico dell'A2dir RC alla località "Prioli" lungo 2,070 km, costato 5,2 milioni di € ed aperto al traffico il 08/07/2005
Secondo lotto: dalla località "Prioli" a Mulini di Calanna lungo 4,851 km (di cui 220 m in viadotto e 424 m in galleria), costato 5,5 milioni di € ed aperto al traffico il 30/01/2009
Terzo lotto: da Mulini di Calanna alla località "Ciarro" a Sant’Alessio in Aspromonte lungo 5,059 km, costato 65 milioni di €, aperto al traffico il 01/12/2024. In località Ciarro è presente, l'innesto con il tracciato originario.
Sulla vecchia statale sono inoltre in corso invasive opere di ammodernamento nel tratto che va dalla rotatoria "Ciarro" alla rotatoria "Podargoni".